# هیکاری (کارگردان)
هیکاری (انگلیسی: Hikari؛ زادهٔ) کارگردان فیلم، و تهیه‌کننده فیلم اهل ژاپن است.